# Neuralink Corporation
Neuralink Corporation je americká neurotechnologická společnost, jež byla založena Elonem Muskem a dalšími, která vyvíjí implantovatelná komunikační rozhraní mezi mozkem a strojem. Společnost sídlí v kalifornském San Francisku.
Od svého založení (v červenci 2016) společnost přijala řadu významných neurologů, neurochirurgů a dalších expertů z oboru. K červenci 2019 společnost obdržela financování pro svůj vlastní provoz ve výši 158 milionů dolarů (z čehož Elon Musk dal 100 milionů) a měla 90 zaměstnanců. V této době měl též Neuralink veřejnou prezentaci, ve které představil svůj prototyp zařízení, které má duplexní přístup k mozkovým synapsím. Řešení sestávalo z čipu (nazvaného N1; o velikosti 4 × 6 × 1 mm), který byl propojený s asi tisíci elektrodami, určenými pro implantaci do mozku. Elektrody s čipem spojují vodiče o šířce 4 až 6 μm. Pro aplikaci senzorů Neurolink vyvinul robota, jež tyto elektrody zavádí (mj. je schopný vyhnout se cévám); další součástí byl přijímač bezdrátového signálu z čipu N1 (podobný naslouchátkům umístěným za ušním boltcem) a aplikaci na mobilním telefonu. Tento prototyp však byl nahrazen novým prototypem, který je dále vyvíjen.
V roce 2024 byl čip společnosti poprvé implantován paralyzovanému člověku. Pacient se po operaci plně zotavil a je schopen myšlenkami ovládat počítač. Společnost potvrdila plány na další výzkum v této oblasti.